# Hasse & Monicas bästa volym II
Hasse & Monicas bästa volym II är ett samlingsalbum av Hasse Andersson & Monica Forsberg, släppt 1999.

## Låtlista
1. "Har jag sagt till dig i dag" - 03.57
2. "Får jag skänka dig min sång" - 03.21
3. "Du är så fin" - 03.07
4. "Sommardansen" - 03.14
5. "En sång om kärlek" - 02.32
6. "Kräftfisket" - 02.36
7. "Vänd ditt ansikte mot solen" - 03.49
8. "Vem är du?" - 03.31
9. "Samling i köket" - 04.06
10. "Då är sommaren nära" - 03.01
11. "Minnet av dig" - 04.57
12. "Hon ville ju bli älskad" - 04.21
13. "Som ett ljus" - 02.46
14. "Från mitt fönster" - 03.51
15. "Steg efter steg" - 04.06
16. "Lördagkväll" - 02.50

### Fotnoter
1. ↑  ”Hasse & Monikas bästa. Vol. 2”. Svensk mediedatabas. 2 mars 2006. http://smdb.kb.se/catalog/id/001542642. Läst 15 juli 2016.